# Aéroport Luís de Camões
L'Aéroport Luís de Camões (en portugais : Aeroporto Luís de Camões), aussi appelé Nouvel Aéroport de Lisbonne (en portugais : Novo Aeroporto de Lisboa) est le nom d'un futur aéroport de la capitale portugaise, Lisbonne. Il a été présenté par le Premier ministre Luís Montenegro le 14 mai 2024 comme le futur remplaçant de l’aéroport Humberto Delgado, principal aéroport portugais.
Partiellement situé sur le « champ de tir des Forces aériennes portugaises d'Alcochete » (CTA), il devrait ouvrir ses portes en 2037.

## Histoire
Le 7 janvier 2008, le premier ministre portugais José Sócrates a annoncé le choix du site du nouvel aéroport de Lisbonne.
Ce projet de nouvel aéroport a pour but de faire face à l'augmentation effective et prévue du trafic aérien (fret et passagers). En effet en 2019, l'aéroport de Lisbonne a vu passer 31 millions de passagers alors que sa capacité n'est que de 11 millions. L'inauguration était initialement prévue en 2017.
En avril 2014, un plan d'investissement national prévoit 140 millions d'euros pour l'aéroport déjà existant, repoussant le projet du NAL pour plusieurs années.
En 2023, une consultation est lancée par le gouvernement portugais afin de décider de la localisation du nouvel aéroport. Les options privilégiées sont une augmentation de la capacité de l'aéroport actuel accompagnée de la construction d'un nouvel aéroport à Montijo à l'emplacement d'une ancienne base aérienne. L'option du site du « champ de tir des Forces aériennes portugaises d'Alcochete » (CTA), de plus de 7500 hectares situé sur la rive est du Tage est également considérée.
Finalement, c'est le territoire de la municipalité d'Alcochete qui est choisi en 2024. avec un investissement estimé à 8 milliards d'euros.
Il a été nommé en l'honneur de Luís de Camões, poète portugais du XVIe siècle.

## Accessibilité
L'accès au nouvel aéroport se ferait par voie autoroutière et ferroviaire.
Le nouvel aéroport de Lisbonne serait desservi par les autoroutes A10, A33 et A13 qui relient les deux rives du Tage, ainsi que la N4 (sud), la N119 (nord), N10 et N118.
L'aéroport serait également relié par voie ferrée à la gare d'Oriente et de ce fait le nouvel aéroport serait connecté à la ligne à haute vitesse en construction entre Lisbonne et Madrid.
Un projet de navettes entre l'aéroport et la gare d'Oriente et Entrecampos est inclus.
Une troisième traversée entre les deux rive du fleuve Tage est à l'étude, pour relier le futur aéroport et la ville de Lisbonne.